# Angirasu
Genre
Angirasu est un genre de rémipèdes de la famille des Cryptocorynetidae.

## Distribution
Les espèces de ce genre sont endémiques des Bahamas.

## Liste des espèces
Selon World Register of Marine Species (12 février 2014) :
- Angirasu benjamini (Yager, 1987)
- Angirasu parabenjamini (Koenemann, Iliffe & van der Ham, 2003)

## Publication originale
- Hoenemann, Neiber, Humphreys, Iliffe, Li, Schram & Koenemann, 2013 : Phylogenetic analysis and systematic revision of Remipedia (Nectiopoda) from Bayesian analysis of molecular data. Journal of Crustacean Biology, vol. 33, no 5, p. 603-619 (texte intégral).